# GSS Nuuk
Grønlands Seminarius Sportklub (GSS) este cun club de fotbal din Nuuk, Groenlanda care evolueaza in Coca Cola GM

## Palmares
- Coca Cola GM 4 :
  - 1972, 1973, 1975, 1976